# Melecta italica
Melecta italica là một loài Hymenoptera trong họ Apidae. Loài này được Radoszkowski mô tả khoa học năm 1876.